# Чієкуркалнс
Чіє́куркалнс (латв. Čiekurkalns, дослівно «Гора шишок») – один із районів м. Рига. Міститься на північний схід від центру міста. Межує з такими районами: Межапарк (на півночі), Тейка (на півдні), Браса (на заході), Югла (на сході).

## Етимологія
Назва Čiekurkalns пов’язана з великою кількістю сосон на місцевих пагорбах.

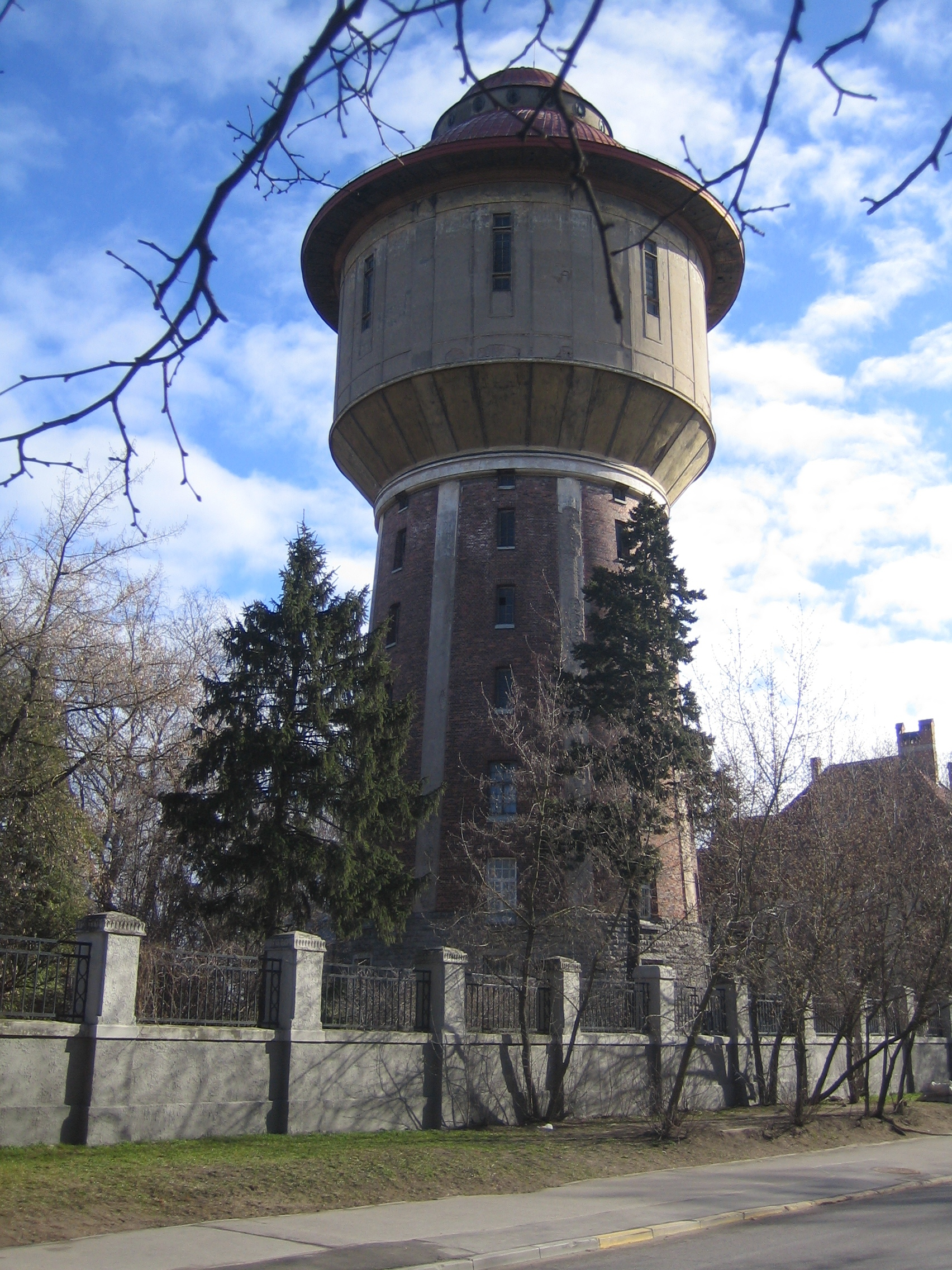
Водонапірна вежа (1912)

## Історія
Забудова району розпочалася близько 1870 року на землях садиби Шреєнбуш. Спочатку головна вулиця називалася Шреєнбуська 1-ша лінія. Забудова велася без плану, офіційні назви вулицям не давали, і досі найстаріші вулиці Чієкуркалнса називаються лініями. Існує дві поздовжні («довгі») лінії та дев’ять поперечних.
У 1890-ті роки було споруджену залізничну станцію, що дала поштовх бурхливому розвитку Чієкуркалнса. Одна за одною починають роботу фабрики, Чієкуркалнс стає густонаселеним робітничим районом. Було побудовано школу та пожежне депо, але до складу міста район адміністративно включили тільки в 1924 році.
У міжвоєнний період до половини земельних ділянок використовували як сільськогосподарські, у багатьох будинках тримали худобу. Було відкрито другу школу та міську лазню.
У радянські часи район тривалий час розвивався вкрай повільно, перетворившись на депресивний. Кам’яні бруківки, дерев’яні будинки, часто баракового типу, пічне опалення, туалети на подвір’ях – такий був портрет району 1970-х років.
Від середини 1980-х було заплановано масове будівництво з урахуванням збереження вулиць, що історично склалися. Було зведено кілька багатоквартирних будинків, відремонтовано комунікації. У 1990-х роках почалося будівництво віадука.
Нині, після певного застою, розпочався новий етап розвитку району. Генеральний план передбачає, що масив старої забудови матиме обмежену поверховість, а пустирі на півночі можуть бути забудовані багатоповерхівками. На території колишньої військової частини споруджено комплекс будівель Міністерства внутрішніх справ. Через район пройде Північний транспортний коридор, ескізний проєкт якого затверджено в жовтні 2009 року.

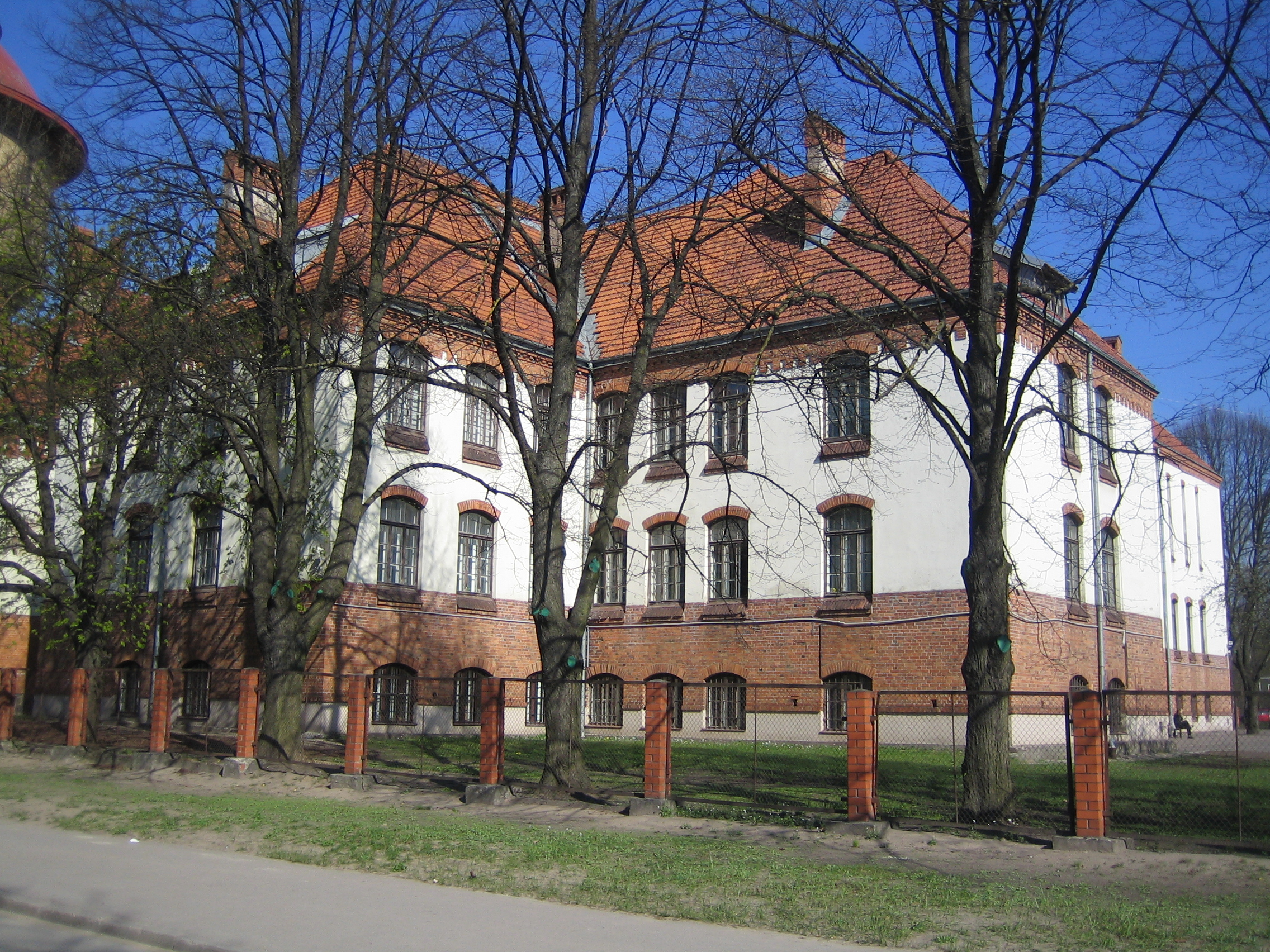
Школа на вул. Гауяс, 23

## Визначні пам'ятки
- Школа імені Яніса Порука на вул. Гауяс, 23; архітектор Райнгольд Шмелінґ (1911); архітектор Яніс Ґайліс (прибудова 1926 року).
- Школа № 37 на вул. 1-ша лінія, 53; архітектор Алфред Ґрінберґс (1933).
- Водонапірна вежа на вулиці Гауяс, 21; архітектор Вільгельм Бокслаф (1912).
- Офісна будівля Rolands Moisejs, вул. 1-ша лінія, 40; архітектор Уґіс Шенберґс (1998).
- Комерційна будівля фірми Reaton; побудована в 1997–1998 роках, архітектори С. Гуревич та ін. (1997–1998); реконструкція за проєктом А. Саксніте та ін. (2001).

## Підтримка України
У березні 2022 року на одній із будівель Чієкуркалнса з’явився мурал на підтримку України у війні проти Росії із символічним написом «Разом ми сила» (латв. «Kopā mēs esam spēks»).